# Michael Tilly

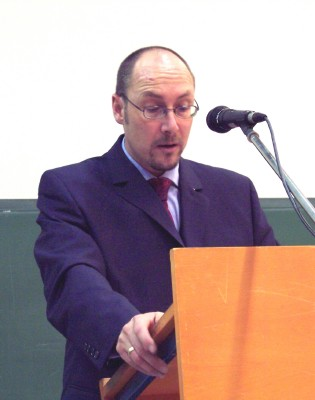
Michael Tilly (2017)

Michael Tilly (* 16. November 1963 in Berlin) ist ein deutscher Theologe. Er ist Professor für Neues Testament und Antikes Judentum an der Evangelisch-Theologischen Fakultät der Eberhard Karls Universität Tübingen sowie Leiter des Instituts für antikes Judentum und hellenistische Religionsgeschichte. Seine Fachbücher, Aufsätze und Lexikonartikel betreffen vor allem judaistische und bibelexegetische Themen.

## Werdegang
Tilly studierte von 1982 bis 1989 evangelische Theologie in Mainz und Heidelberg, wurde im Sommersemester 1983 im VDSt Königsberg-Mainz aktiv, promovierte 1993 im Fach Neues Testament in Mainz und arbeitete von 1991 bis 1997 als Wissenschaftlicher Mitarbeiter, dann bis 2001 als Wissenschaftlicher Assistent am dortigen Seminar für Judaistik. Im Jahre 2001 erlangte er die Habilitation im Fach Judaistik. Danach lehrte er 2001/2002 an der Pädagogischen Hochschule Schwäbisch Gmünd und an der Universität Koblenz-Landau in Landau.
Von 2002 bis 2012 war er Hochschuldozent am Seminar für Judaistik in Mainz. Er lehrte 2002 an der Theologischen Fakultät der Friedrich-Schiller-Universität Jena, 2003 am Fachbereich Evangelische Theologie der Universität des Saarlandes in Saarbrücken, 2006 an der Kirchlichen Hochschule Wuppertal, 2007, 2012, 2014 und 2021 am Theologischen Studienjahr Jerusalem.
Im Wintersemester 2004/2005 erhielt er den „Preis für exzellente Leistungen in der Lehre“ des Senats der Johannes Gutenberg-Universität Mainz. Im September 2007 erfolgte seine Ernennung zum außerplanmäßigen Professor, im November 2009 seine Ordination in der Evangelischen Kirche der Pfalz. Von 2007 bis 2012 vertrat er die Professur für Neues Testament und Biblische Didaktik am Institut für Evangelische Theologie der Universität Koblenz-Landau in Landau. 
Zum 1. April 2012 nahm Tilly den Ruf auf eine W3-Professur für Neues Testament und Antikes Judentum an der evangelisch-theologischen Fakultät der Universität Tübingen an. Im Juni 2012 wurde er zum Research Associate im Department of New Testament Studies, University of Pretoria (Südafrika) ernannt und im Juli 2016 zum ordentlichen Mitglied der Pfälzischen Gesellschaft zur Förderung der Wissenschaften berufen. Von 2016 bis 2019 war er Dekan der Tübinger evangelisch-theologischen Fakultät.
Tilly ist Herausgeber der Buchreihe Rabbinische Texte. Seit 2016 gehört er zum Herausgeberkreis der Reihe Wissenschaftliche Monographien zum Alten und Neuen Testament und der Zeitschrift Kerygma und Dogma. Seit 2017 betreut er als Mitherausgeber der Rezensionszeitschrift Theologische Rundschau die neutestamentliche Wissenschaft und ihre Teildisziplinen. Seit August 2018 ist er Mitglied des Minerva-Stipendienkomitees der Max-Planck-Gesellschaft. Seit 2019 ist er Mitherausgeber der Reihe Encounters between Judaism and Christianity und seit 2023 Mitglied des Editorial Boards der Zeitschrift Marriage, Families and Spirituality.
Schwerpunkte seiner akademischen Forschung und seiner Publikationen sind die Literatur und Religion des antiken Judentums, die Septuaginta, die Tosefta, Auslegung und Überlieferung der Heiligen Schriften im antiken Judentum und im frühen Christentum sowie Judenfeindschaft und Antisemitismus in Geschichte und Gegenwart.

## Veröffentlichungen (Auswahl)
Unter seinen Veröffentlichungen sind folgende Monografien und Sammelbände:
- als Hrsg. mit Wolfgang Kraus, Jan Raithel und Axel Töllner: Das Neue Testament jüdisch erklärt – in der Diskussion, Deutsche Bibelgesellschaft, Stuttgart 2023, ISBN 978-3-438-05506-4.
- als Hrsg. mit Loren T. Stuckenbruck und Beth Langstaff: The Lord’s Prayer: Origins, Significance, and Reception (= Wissenschaftliche Untersuchungen zum Neuen Testament.  Band 490), Mohr Siebeck, Tübingen 2022, ISBN 978-3-16-161440-8.
- als Hrsg. mit Ulrich Mell: »Der 1. Thessalonicherbrief im Kontext der frühen Völkermission des Paulus« (= Wissenschaftliche Untersuchungen zum Neuen Testament. Band 479), Mohr Siebeck, Tübingen 2022, ISBN 978-3-16-160690-8.
- als Hrsg. mit Wolfgang Kraus und Axel Töllner: Das Neue Testament – jüdisch erklärt, Deutsche Bibelgesellschaft, Stuttgart 2021, ISBN 978-3-438-03384-0.
- als Hrsg. mit Burton Visotzky: »Judaism I: History« (= Religionen der Menschheit. Band 27,1), Verlag W. Kohlhammer, Stuttgart 2021, ISBN 978-3-17-032579-1.
- als Hrsg. mit Burton Visotzky: »Judaism II: Literature« (= Religionen der Menschheit. Band 27,2), Verlag W. Kohlhammer, Stuttgart 2021, ISBN 978-3-17-032583-8.
- als Hrsg. mit Burton Visotzky: »Judaism III: Culture and Modernity« (= Religionen der Menschheit. Band 27,3), Verlag W. Kohlhammer, Stuttgart 2020, ISBN 978-3-17-032588-3.
- als Hrsg. mit Ulrich Mell: »Gegenspieler. Zur Auseinandersetzung mit dem Gegner in frühjüdischer und urchristlicher Literatur« (= Wissenschaftliche Untersuchungen zum Neuen Testament. Band 428), Mohr Siebeck, Tübingen 2019, ISBN 978-3-16-156096-5.
- als Hrsg. mit Loren T. Stuckenbruck und Beth Langstaff: »Make Disciples of All Nations« (= Wissenschaftliche Untersuchungen zum Neuen Testament. 2. Reihe, Band 482), Mohr Siebeck, Tübingen 2019, ISBN 978-3-16-156673-8.
- als Hrsg. mit Friedrich Avemarie, Predrag Bucovec und Stefan Krauter: Die Makkabäer (= Wissenschaftliche Untersuchungen zum Neuen Testament. Band 382), Mohr Siebeck, Tübingen 2017, ISBN 978-3-16-153861-2.
- als Hrsg. mit Matthias Morgenstern und Volker Henning Drecoll: L'adversaire de Dieu – Der Widersacher Gottes. 6. Symposium Strasbourg, Tübingen, Uppsala. 27.-29. Juni 2013 in Tübingen (= Wissenschaftliche Untersuchungen zum Neuen Testament. Band 364), Mohr Siebeck, Tübingen 2016, ISBN 978-3-16-154236-7.
- als Hrsg. mit Lothar Triebel: Notwendige Begegnungen. Judentum und Christentum von der Antike bis zur Gegenwart – Beiträge aus Wissenschaft, Synagoge und Kirche. Textbuch zum 25jährigen Jubiläum der Erweiterung des Grundartikels der Kirchenordnung der Ev. Kirche in Hessen und Nassau, Verlag der Hessischen Kirchengeschichtlichen Vereinigung, Darmstadt 2016, ISBN 978-3-931849-46-7.
- mit Wolfgang Oswald: Geschichte Israels. Von den Anfängen bis zum 3. Jahrhundert n. Chr. Wissenschaftliche Buchgesellschaft, Darmstadt 2016, ISBN 978-3-534-26805-4.
- 1 Makkabäer (= Herders Theologischer Kommentar zum Alten Testament). Herder, Freiburg im Breisgau 2015, ISBN 978-3-451-26822-9.
- mit Günter Mayer: Lebensform und Lebensnorm im Antiken Judentum. Untersuchungen zur jüdischen Religionssoziologie und Theologie in hellenistisch-römischer Zeit (= Deuterocanonical and cognate literature studies. Band 30). Walter de Gruyter, Berlin/Boston 2015, ISBN 978-3-11-041590-2.
- als Hrsg. mit Luke Neubert: Der eine Gott und die Völker in eschatologischer Perspektive. Studien zur Inklusion und Exklusion im biblischen Monotheismus (= Biblisch-Theologische Studien. Band 137). Neukirchener Theologie, Neukirchen-Vluyn 2013, ISBN 978-3-7887-2679-9.
- Geschichte und Tradition. Aufsätze zum antiken Judentum und zum jüdischen Erbe des frühen Christentums (= Arbeiten zur neutestamentlichen Theologie und Zeitgeschichte. Band 12). Institut Kirche und Judentum, Berlin 2012, ISBN 978-3-938435-05-2.
- Apokalyptik (= UTB Profile. Band 3651). Francke, Tübingen/Basel 2012, ISBN 978-3-8252-3651-9.
- mit Wolfgang Zwickel: Religionsgeschichte Israels. Von der Vorzeit bis zu den Anfängen des Christentums. Wissenschaftliche Buchgesellschaft, Darmstadt 2011 (2., durchgesehene Auflage 2015), ISBN 978-3-534-25718-8.
- als Hrsg. mit Karin Finsterbusch: Verstehen, was man liest. Zur Unverzichtbarkeit historisch-kritischer Bibellektüre, Göttingen 2010, ISBN 978-3-525-58012-7.
- Das Judentum. marixverlag, Wiesbaden 2007, ISBN 978-3-8438-0219-2 (2., überarbeitete Auflage 2008; 3., überarbeitete und ergänzte Auflage 2010; 4., überarbeitete und ergänzte Auflage 2012; 5., überarbeitete und ergänzte Auflage 2013; 6., korrigierte und ergänzte Auflage 2015; 7., korrigierte und ergänzte Auflage 2018).
- Einführung in die Septuaginta. Wissenschaftliche Buchgesellschaft, Darmstadt 2005, ISBN 978-3-534-70908-3.
- Tosefta Moed katan. Übersetzung und Erklärung (= Rabbinische Texte. 1. Reihe, Band II 5). Verlag W. Kohlhammer, Stuttgart 2004, ISBN 3-17-018125-4.
- Jerusalem – Nabel der Welt. Überlieferung und Funktionen von Heiligtumstraditionen im antiken Judentum. Verlag W. Kohlhammer, Stuttgart 2002, ISBN 3-17-017265-4 (zugleich Habilitationsschrift, Universität Mainz 2001).
- So lebten Jesu Zeitgenossen. Alltag und Frömmigkeit im antiken Judentum. Matthias-Grünewald-Verlag, Mainz 1997, ISBN 3-7867-2030-4 (2., überarbeitete Auflage im Calwer Verlag, Stuttgart 2008, ISBN 978-3-7668-4062-2).
- Johannes der Täufer und die Biographie der Propheten. Die synoptische Täuferüberlieferung und das jüdische Prophetenbild zur Zeit des Täufers (= Beiträge zur Wissenschaft vom Alten und Neuen Testament. Band 137). Verlag W. Kohlhammer, Stuttgart 1994, ISBN 3-17-013180-X (zugleich Dissertation, Universität Mainz 1993).